# Spoorlijn Wil - Ebnat Kappel
De spoorlijn Wil - Ebnat Kappel, ook Toggenburgerbahn is een Zwitserse spoorlijn tussen Wil en Ebnat Kappel. Het traject werd tussen 1870 en 1902 aangelegd en uitgebaat door de private Zwitserse spoorwegmaatschappij Toggenburgerbahn (afgekort: TB).

## Geschiedenis
Het traject werd op 24 juni 1870 door de TB of Toggenburgerbahn geopend.
Op 1 juli 1902 werd de spoorwegmaatschappij TB genationaliseerd en de bedrijfsvoering werd overgedragen aan de Schweizerischen Bundesbahnen (SBB).

## Treindiensten

### S-Bahn Sankt Gallen
De treindiensten van de S-Bahn Sankt Gallen worden uitgevoerd door Thurbo.
- S9: Wil (SG) - Nesslau-Neu St. Johann

## Aansluitingen
In de volgende plaatsen was of is er een aansluiting van de volgende spoorwegmaatschappijen:

### Wil (Sankt Gallen)
- Rorschach - Winterthur spoorlijn tussen Rorschach en Winterthur
- Wil - Konstanz spoorlijn tussen Wil en Konstanz
- Frauenfeld - Wil Bahn spoorlijn tussen Frauenfeld en Wil

### Wattwil
- Wattwil - Sankt Gallen spoorlijn tussen Wattwil en Sankt Gallen
- Wattwil - Nesslau-Neu St. Johann spoorlijn tussen Wattwil en Nesslau-Neu St. Johann
- Rapperswil - Watwil spoorlijn tussen Rapperswil en Watwil

## Elektrische tractie
Het traject werd door de SBB op 4 oktober 1926 geëlektrificeerd met een spanning van 15.000 volt 16 2/3 Hz wisselstroom.

## Afbeeldingen

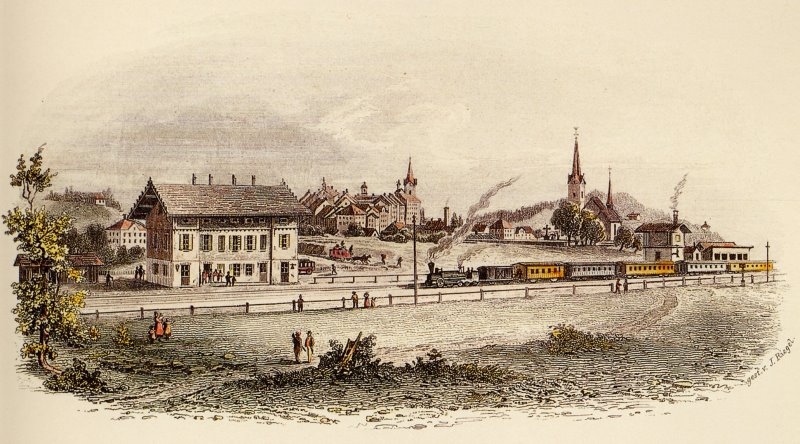
Station Wil, circa 1855
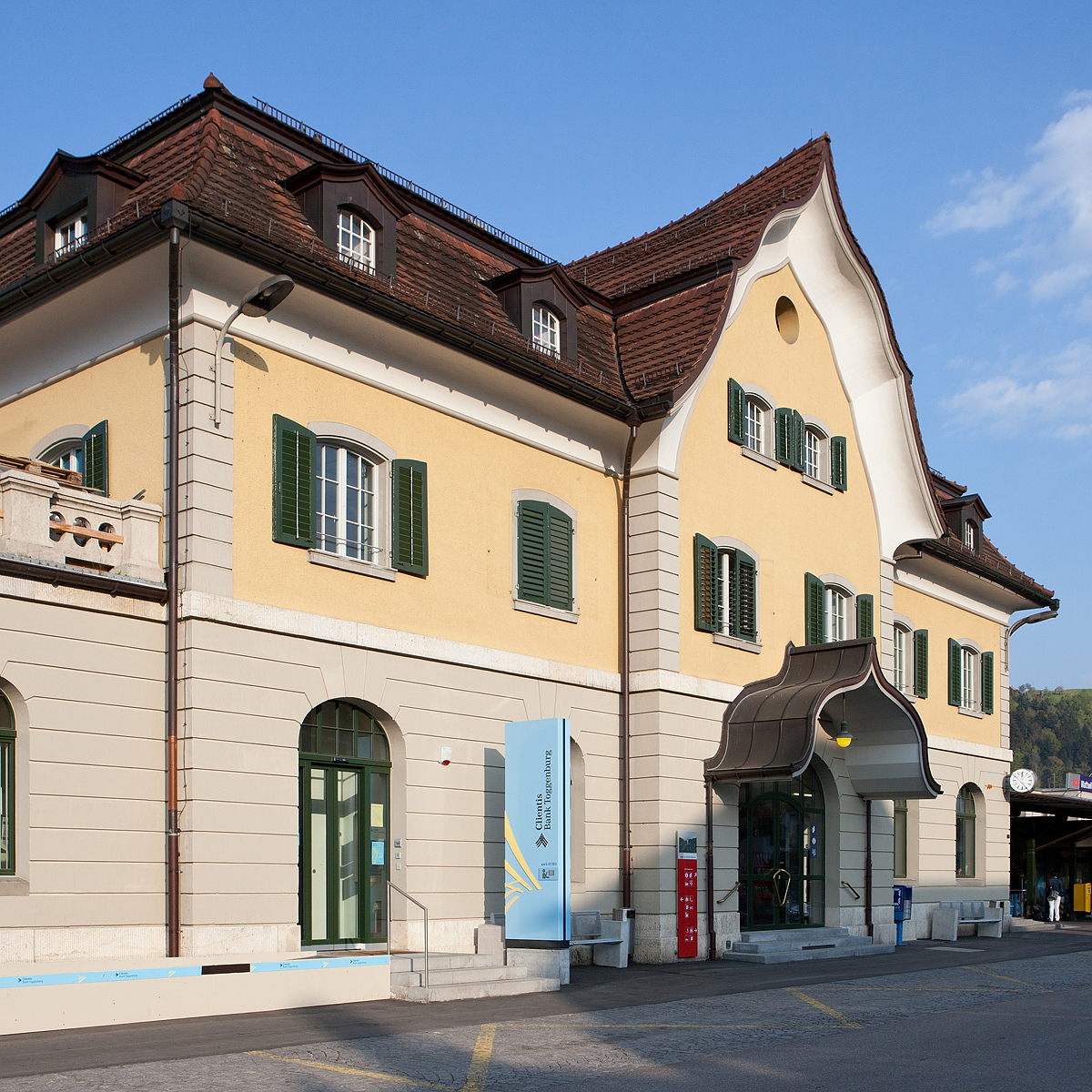
Station Wattwil